# تدی ساگی
تدی ساگی (انگلیسی: Teddy Sagi؛ زادهٔ ۱۹۷۱) کارآفرین و سرمایه‌دار اهل اسرائیل است، که به عنوان ششمین فرد ثروتمند اسرائیل شناخته می‌شود.